# 평당 서씨
평당 서씨(平當徐氏)는 경기도 파주시를 관향으로 하는 한국의 성씨이다. 시조 서준방(徐俊邦)은 이천 서씨의 시조 서신일의 후손으로 고려의 형부상서로서 외적을 격퇴시키는데 공을 세워 봉성군에 봉해졌다.

## 인구
- 1985년 56가구 256명
- 2000년 78가구 237명

## 참고 자료
- “평당서씨(平當徐氏)”. 뿌리를 찾아서.[깨진 링크(과거 내용 찾기)]